# Prostitución en Papúa Nueva Guinea

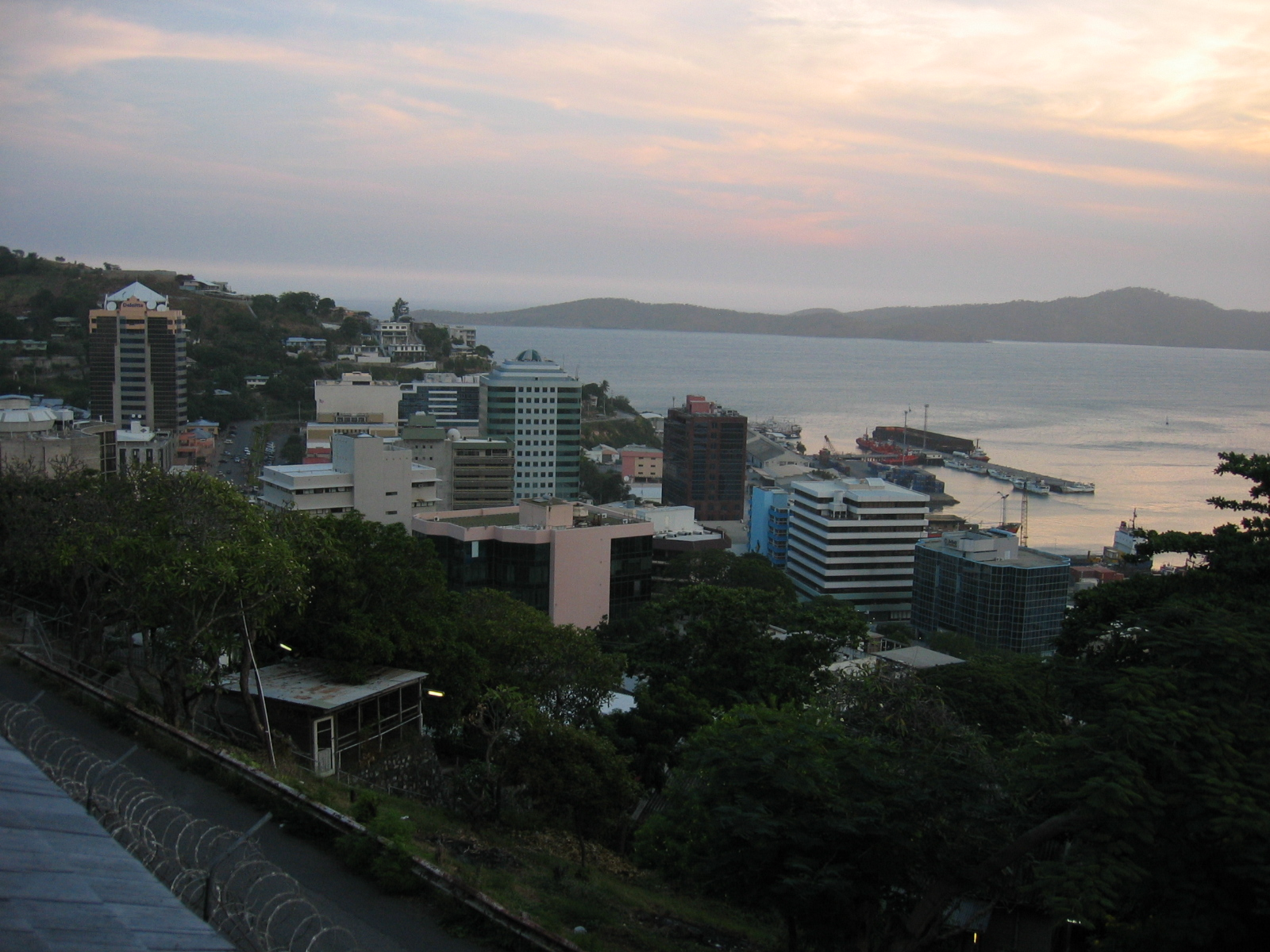
Vistazo de Puerto Moresby, capital de Papúa Nueva Guinea y foco principal de la prostitución en el país.

La prostitución en Papúa Nueva Guinea suele considerarse ilegal, pero se practica ampliamente y las leyes rara vez se aplican. La prostitución se da en las calles, en bares, burdeles y en zonas madereras, mineras y de aceite de palma del país. En 2010 se estimaba que había 2 000 prostitutas en la capital, Puerto Moresby. La sequía de 2016 provocó un aumento de la prostitución. Muchas de las mujeres han recurrido al trabajo sexual debido a la pobreza o al desempleo.
El VIH, el tráfico sexual y la prostitución infantil son problemas comunes en Papúa Nueva Guinea.

## Situación jurídica
La situación legal en Papúa Nueva Guinea es compleja. La Ley de Delitos Sumarios de 1977 tipifica como delito mantener un burdel y vivir de las ganancias de la prostitución. La idea de la ley era despenalizar la prostitución pero criminalizar a quienes pretendieran explotarla o lucrarse con ella. En 1978, un tribunal de Papúa Nueva Guinea interpretó que "vivir de las ganancias de la prostitución" incluía "lucrarse de la propia prostitución". La sentencia ilegalizó de hecho toda la prostitución. En otro caso se dictaminó que "el sexo transaccional ocasional a cambio de pequeñas cantidades de dinero era insuficiente para justificar una condena". Puede que se trate de una situación jurídica única, ya que la prostitución no se ilegaliza por ley, sino por jurisprudencia.
En las zonas rurales también está en vigor el "derecho consuetudinario", que no está escrito, sino que se basa en el conocimiento de las leyes de los pueblos indígenas.
En octubre de 2016, Ken Fairweather, miembro de Sumkar, presentó en el Parlamento un proyecto de ley para promover la legalización de la prostitución. El primer ministro Peter O'Neill y el gobernador de la Provincia de Oro Gary Juffa dijeron que se opondrían a cualquier llamamiento a la legalización.

## Aplicación de la ley
La aplicación de la ley es incoherente. Las trabajadoras sexuales y las ONG denuncian la corrupción de la policía, así como violencia, intimidación, abusos, extorsión y violaciones a manos de la policía. La transmisión a sabiendas del virus, contraria a la Ley de Gestión y Prevención del VIH/SIDA (HAMP) de 2003, se utiliza a veces para detener a las trabajadoras sexuales, pero no hay pruebas de que se hayan presentado cargos en virtud de esta legislación.

## VIH
El país tiene la prevalencia de VIH más alta del Pacífico. Los profesionales del sexo son uno de los grupos de alto riesgo, aunque la respuesta al VIH en el país se dirige ahora a los grupos de alto riesgo. El acceso a la atención sanitaria es deficiente para los profesionales del sexo. ONUSIDA estimó una prevalencia del VIH del 17,8 % entre las profesionales del sexo en 2016.

## Tráfico sexual
Se trata de un país de origen, tránsito y destino de mujeres y niños víctimas del tráfico sexual. Se refiere a personas tanto locales como extranjeras, también con datos cerca de explotaciones madereras, mineras y de aceite de palma. Las "Mosko Girls", chicas jóvenes empleadas en bares para acompañar a los clientes y vender una bebida alcohólica llamada mosko, son vulnerables al tráfico de personas, especialmente en las grandes ciudades. En el interior del país, niños y mujeres de zonas rurales son engañados, a menudo por familiares, con promesas de trabajo o educación legítimos para que viajen a diferentes provincias donde son sometidos al tráfico sexual. 
Las ONG informan de que algunos padres reciben dinero de traficantes que explotan a sus hijas adolescentes en la prostitución, incluso cerca de explotaciones mineras y madereras. Según los informes, los menores, incluidas niñas de tan sólo 5 años de zonas rurales remotas, son sometidos al tráfico sexual por miembros de su familia inmediata o de su tribu. Según los informes, los líderes tribales intercambian entre sí el servicio de niñas y mujeres por armas y para forjar alianzas políticas.
Las jóvenes vendidas en matrimonios polígamos pueden ser explotadas en la prostitución. En las zonas urbanas, los padres las explotan directamente en el tráfico sexual o en burdeles para mantener a sus familias o pagar las tasas escolares. Según los informes, los funcionarios públicos facilitan dichas acciones al aceptar sobornos para permitir la entrada en el país de inmigrantes indocumentados o haciendo caso omiso de las situaciones de trata de personas, y algunos pueden explotar a víctimas del tráfico sexual o conseguir víctimas para otras personas a cambio de favores políticos o votos.
Empresas madereras malasias y chinas organizan la entrada voluntaria en el país de algunas mujeres extranjeras con visados de turista o de negocios expedidos fraudulentamente. Tras su llegada, muchas de estas mujeres, procedentes de países como Indonesia, Malasia, Tailandia, China y Filipinas, son entregadas a traficantes que las transportan a campamentos madereros y mineros, pesquerías y lugares de ocio, y las explotan en la prostitución forzada.
La Oficina de Vigilancia y Lucha contra la Trata de Personas del Departamento de Estado de los Estados Unidos mantuvo la clasificación en 2022 para Papúa Nueva Guinea como país de "nivel 3".